# Megachile atrocastanea
Megachile atrocastanea är en biart som först beskrevs av Johann Dietrich Alfken 1932.  Megachile atrocastanea ingår i släktet tapetserarbin, och familjen buksamlarbin. Inga underarter finns listade i Catalogue of Life.